# Peter Mård

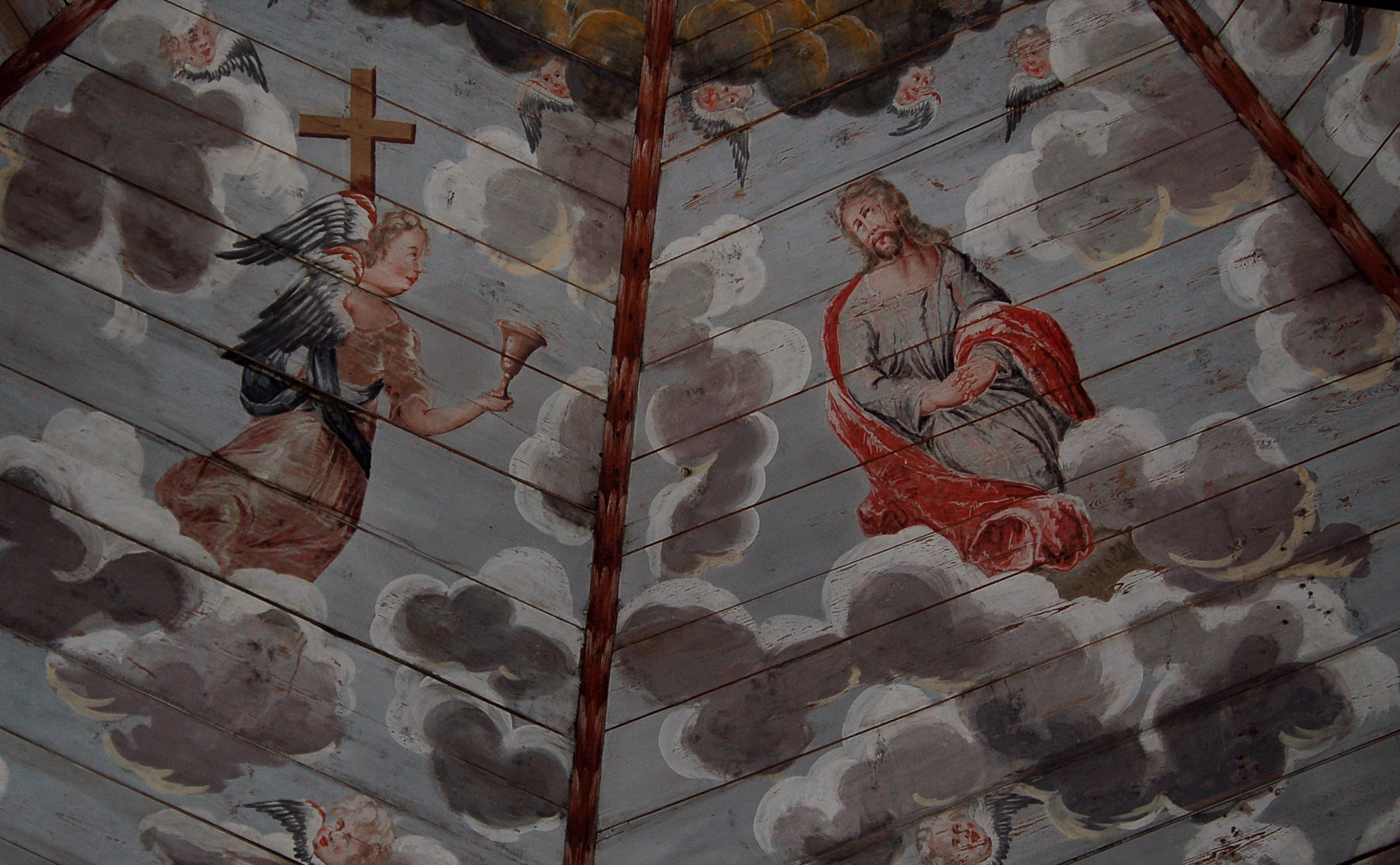
Takmålning i Nysunds kyrka av Peter Mård

Peter Mård var en svensk kyrkomålare verksam på 1700-talet. Mård erhöll målaremästarvärdighet i Stockholms mälarämbete 1737, men var verksam och bosatt i Karlstad. Han målade Lungsunds kyrka 1738 där bara några mindre fragment finns bevarade. 1747 försåg han Nysunds kyrka med dess dekorativa takutsmyckning. Mård stod i ett visst motsatsförehållande till kyrkomålarna från Göteborg som dominerade kyrkomåleriet i västra Sverige. Hans målningar var betydligt friare och mer högreståndsbetonade än göteborgsmålarnas.